# Hiến pháp Colombia năm 1991
Hiến pháp Colombia (tiếng Tây Ban Nha: Constitución Política de Colombia) là tài liệu quản hiện hành của Cộng hòa Colombia. Được ban hành vào ngày 4 tháng 7 năm 1991, nó đã thay thế Hiến pháp năm 1886. Đây là hiến pháp thứ chín của Colombia kể từ năm 1830. Xem dòng thời gian của tất cả các hiến pháp và sửa đổi trước đây tại đây. Gần đây nó đã được gọi là Hiến pháp về quyền.

## Lịch sử
Sau một lịch sử lập hiến bận rộn trong thế kỷ 20, Colombia đã trải qua nhiều cải cách thích nghi với thời đại và hoàn cảnh của đất nước.
Năm 1988, một cuộc cải cách chính trị thất bại tìm cách mở rộng sự tham gia của công dân và tránh tham nhũng hành chính, đã tạo ra một phong trào sinh viên và chính trị đề nghị kết án một Quốc hội lập hiến cho cuộc bầu cử năm 1990, một phong trào xuất hiện trong khuôn khổ bạo lực kích động Colombia trong thập kỷ đó và liên quan đến các vấn đề của đất nước với việc thiếu sự tham gia và hòa nhập chính trị. Việc xuất ngũ của các nhóm du kích M-19 (1990), EPL và Quintín Lame (1991), đã góp phần tạo ra một môi trường xã hội trong đó việc chuyển đổi đất nước thông qua các biện pháp chính trị và pháp lý được coi là con đường hứa hẹn nhất.
Phong trào đã thúc đẩy lá phiếu thứ bảy cho cuộc bầu cử lập pháp năm 1991, bao gồm giới thiệu một lá phiếu bổ sung trong cuộc bầu cử để người Colombia có thể bỏ phiếu nếu họ đồng ý triệu tập một Quốc hội lập hiến quốc gia để ban hành Hiến pháp chính trị mới. Do đó, phong trào thường được gọi là Lá phiếu thứ bảy.
Các Hội đồng bầu cử đã không chấp nhận sự bao gồm chính thức của cuộc bầu cử bổ sung trong cuộc bầu cử Thượng viện, Hạ viện, Quốc hội, Hội đồng thành phố và thị trưởng, (các thống đốc đã không được bầu bằng phiếu phổ thông vào Hiến pháp năm 1991); nhưng lá phiếu đã được tính không chính thức và Tòa án Công lý Tối cao công nhận đa số phổ biến sẽ xác nhận việc bỏ phiếu. Vào tháng 12 năm 1990, các cuộc bầu cử đã được tổ chức để bầu đại diện cho Quốc hội lập hiến quốc gia, ban hành hiến pháp mới vào ngày 4 tháng 7 năm 1991.
Các chủ tịch của cử tri là Álvaro Gómez Hurtado cho Phong trào Cứu quốc, Horacio Serpa cho Đảng Tự do và Antonio Navarro Wolff cho Liên minh Dân chủ M-19 (phong trào chính trị được sinh ra từ việc xuất ngũ M-19). Theo cách này, lịch sử Colombia đã có một bước ngoặt chưa từng thấy vì không chỉ có một sự thay đổi hiến pháp mà cả nhóm du kích M-19 đã đưa vũ khí và hòa nhập vào đời sống chính trị quốc gia, và cộng đồng bản địa đại diện bảo lãnh trong Quốc hội Cộng hòa.